# Catalina Maya
Catalina Maya Arango (Betulia; 28 de julio de 1980), más conocida como Catalina Maya, es una modelo, locutora y empresaria colombiana. Trabaja en W Radio de Caracol Radio los sábados y domingos de 7:00 a 10:00 a.m. en W fin de semana. Tres veces al año realiza Los Bazares de Catalina Maya, unas ferias de moda para dar a conocer a diseñadores latinoamericanos.
Estudió Comunicación social y Periodismo entre 1998 y 2004 en la Universidad Pontificia Bolivariana y en 2000 hizo un semestre de prácticas en la oficina de prensa en la Casa de Nariño.

## Biografía
En octubre de 2019 hizo el lanzamiento de su canal de Youtube 'Bueno, Bonito y Barato' donde dara consejos de belleza, moda y más.

### Modelo profesional
Inició su carrera de modelo a los 13 años cuando acompañó a Catalina Gómez a un casting de la agencia InForma en Medellín al verla las directivas la invitaron a hacer parte de la presentación, Siendo la elegida para la campaña. Desde allí empezó a trabajar como modelo de comerciales y campanas en Colombia y otros países.

### Ingreso a la televisión y radio
A sus 17 años empezó en la radio frecuentemente haciendo cubrimientos especiales para Caracol Radio.
En televisión ha sido invitada para participaciones especiales en algunas telenovelas como Yo soy Betty, la fea entre otras.
Desde agosto de 2019 es invitada a Despierta América de la cadena Univision a participar en el segmento Sin Rollo semanalmente.

## Vida personal
Es la menor de tres hermanas. El 11 de marzo de 2005, Catalina Maya se casó con Adrián Fernández en Cartagena de Indias, matrimonio del cual nacieron sus dos hijos, y en el 2012 se separaron por mutuo acuerdo. El 17 de marzo de 2018, después de cuatro años de relación se casó por segunda vez con el empresario Felipe Pimiento. En 2022 se separó de Felipe Pimiento.
En 2005 al casarse con Adrián Fernández se mudó a Arizona y después a Suiza poniendo su carrera de modelaje en pausa para ser madre hasta 2012 cuando regresó a vivir a Miami, donde reside actualmente.

## Filmografía

### Televisión
| Año  | Título               | Personaje    |
| ---- | -------------------- | ------------ |
| 2001 | Padres e hijos       | Ella Misma   |
| 2001 | Amor Discos          | Miss Bolivia |
| 2001 | Yo soy Betty, la fea | Ella Misma   |
| 2001 | Los Elegidos         | Ella Misma   |
| 2002 | Bla Bla Bla          | Ella Misma   |
| 2024 | Primate              | Catalina     |

### Reality Shows
| Año  | Título                          | Rol          |
| ---- | ------------------------------- | ------------ |
| 2004 | La granja Tolima                | Participante |
| 2019 | La agencia: Batalla de modelos  | Directora    |
| 2021 | Masterchef Celebrity Colombia 3 | Participante |

## Publicidad
- Cuadernos Norma[8]
- Fábrica de Licores de Antioquia
- Nosotras
- Johnson & Johnson
- Palmolive
- Trident
- Águila
- Carulla
- Revista Cromos
- SoHo